# Нечитайлова, Елена Викторовна
Елена Викторовна Нечитайлова (род. 24 апреля 1963) — Народный учитель Российской Федерации (2015). Заслуженный учитель Российской Федерации (2004). Отличник народного просвещения РСФСР.

## Биография
Елена Викторовна Нечитайлова родилась 24 апреля 1963 года. В городе Цимлянске Ростовской области окончила среднюю школу № 1 (МОУ СОШ № 1 города Цимлянска получила статус Лицея в 2006—2007 учебном году). В 1985 году Е. В. Нечитайлова окончила химический факультет Ростовского государственного университета. Работает учителем химии лицея № 1 города Цимлянска Ростовской области. Елена Викторовна Нечитайлова — финалист Всероссийского конкурса «Учитель года России—2008». Она дважды становилась  победителем конкурса «Лучший учитель» национального проекта «Образование». Имя Елены Викторовны Нечитайловой занесено в энциклопедию «Одаренные дети — будущее России» (Рубрика «Учитель»).
Нечитайлова Е. В. выступает с докладами на Международных и Всероссийских учительских семинарах и конференциях. В 2015 году Елене Викторовне присвоено почётное звание «Народный учитель Российской Федерации». Елена Викторовна публикуется в «Учительской газете», является членом редакции журнала «Химия в школе».
Е. В. Нечитайлова — организатор внедрения инновационной технологии «Смешанное обучение» в Ростовской области. В 2015 году Елена Викторовна стала сетевым методистом по химии международного проекта «Глобальная школьная лаборатория», она возглавляет клуб «Учитель года Цимлянского района».
В 2017 году Елена Викторовна Нечитайлова победитель конкурсного отбора учителей на получение денежного поощрения Ростовской области. Лариса Валентиновна Балина — министр общего и профессионального образования Ростовской области сказала:

Конкурсный отбор очень жесткий, он предъявляет учителям серьезные требования: наличие собственных методических разработок, участие во всероссийских семинарах, конкурсах и конференциях, работа с разными категориями детей, победы и достижения учеников.
Елена Викторовна преподаёт уже 28 лет, имеет высшую квалификационную категорию по должности «учитель», успеваемость её учеников по предмету на протяжении многих лет составляет 100 %. Ученики Елены Викторовны показывают высокие результаты на итоговой аттестации, а также на конкурсах и олимпиадах различных уровней. Многие выпускники лицея № 1 избирают себе будущую профессию, связанную с химией. Среди них студенты химического факультета Ростовского государственного университета, Пятигорского фармацевтического университета, Донского аграрного университета, химического факультета Московского госуниверситета им. Ломоносова, Московского химико-технологического университета им. Д. И. Менделеева, Московского медицинского университета им. Сеченова, Волгоградской медицинской академии. О Елене Нечитайловой сказали главные слова на сайте МБОУ лицея № 1 г. Цимлянска выпускники 2007 года Светлана Гончарова и Ольга Козина: «На её уроках всегда интересно — она знает, чем можно заинтересовать».
Ученик 11 класса лицея № 1 Цимлянска Евгений Нагибин говорит:

Елена Викторовна — хороший преподаватель. Она очень хорошо знает свой предмет. На каждый урок придумывает какие-то новые способы преподавания, поэтому химию становится изучать не только интересно, но и просто. Так как я хочу поступать в Медицинский университет, мне химия очень нужна.
Директор лицея № 1 Цимлянска Ирина Александровна Боженко рассказывает:

Химия — это её жизнь, но она увлекается и многими другими вещами: живописью, философией, поэзией. Она должна работать с детьми, потому что она очень много может им дать.
Свободное время Елена Викторовна посвящает своему хобби - написанию картин. Основное направление - ботаническая иллюстрация. С 2018 года состоит в Ассоциации Художников Ботанического Искусства.